# Fußball-Asienmeisterschaft 2007
Die 14. Fußball-Asienmeisterschaft wurde vom 7. bis zum 29. Juli 2007 in Indonesien, Malaysia, Thailand und Vietnam ausgetragen. Zum ersten Mal in der Geschichte des Turniers fanden die Spiele des Turniers in mehreren Ländern statt. Der offizielle Name der Veranstaltung lautete AFC Asian Cup 2007™ (deutsch AFC Asien-Pokal 2007™). Es traten sechzehn Nationalmannschaften zunächst in der Gruppenphase in vier Gruppen und danach im K.-o.-System gegeneinander an.
Der Irak gewann das Turnier durch einen 1:0-Sieg im Finale gegen Saudi-Arabien und wurde damit zum ersten Mal Fußball-Asienmeister. Den dritten Platz belegte die Mannschaft Südkoreas, die sich im Elfmeterschießen gegen den Titelverteidiger aus Japan durchsetzen konnte. Als Gewinner des Turniers vertrat die irakische Auswahl den asiatischen Kontinent beim Konföderationen-Pokal 2009 in Südafrika, weiterhin erreichte die Mannschaft zusammen mit Saudi-Arabien und Südkorea die Endrunde der Asienmeisterschaft 2011.
Die Torschützenkrone teilten sich drei Spieler; der irakische Kapitän Yunis Mahmud, welcher auch zum besten Spieler des Turniers gewählt wurde, Yassir al-Qahtani aus Saudi-Arabien und der japanische Spieler Naohiro Takahara erzielten jeweils vier Treffer für ihre Mannschaften.

## Gastgeber
Zum zweiten Mal nach der Asienmeisterschaft 1972 war Thailand Gastgeber des Turniers. Zudem fand die Meisterschaft nach 1972 und 1984 (in Singapur) zum dritten Mal in Südostasien statt.
Von 1956 bis 2004 wurde die Fußball-Asienmeisterschaft alle vier Jahre ausgetragen, also jeweils im selben Jahr wie die Olympischen Sommerspiele und die Fußball-Europameisterschaften. Um in Zukunft eine Konzentration im Sportkalender zu vermeiden, hatte die Asian Football Confederation (AFC) beschlossen, das Turnier auf 2007 vorzuverlegen und künftig im Vierjahresrhythmus in ungeraden Jahren auszutragen.

### Bewerbung
Ursprünglich hatten sich die vier Länder getrennt für die Ausrichtung der Asienmeisterschaft beworben. Im Rahmen der Vergabe im August 2004 entschied sich der Asiatische Fußballverband allerdings dafür, das Turnier in allen vier Bewerberstaaten auszutragen.

### Spielorte
Als Spielorte wurden die vier Hauptstädte der Gastgeberstaaten sowie je eine weitere malaysische, indonesische sowie vietnamesische Stadt festgelegt, wobei das Eröffnungsspiel in Bangkok und das Finale in Jakarta ausgetragen wurde. Die beiden Halbfinalbegegnungen fanden in Hanoi und Kuala Lumpur statt.

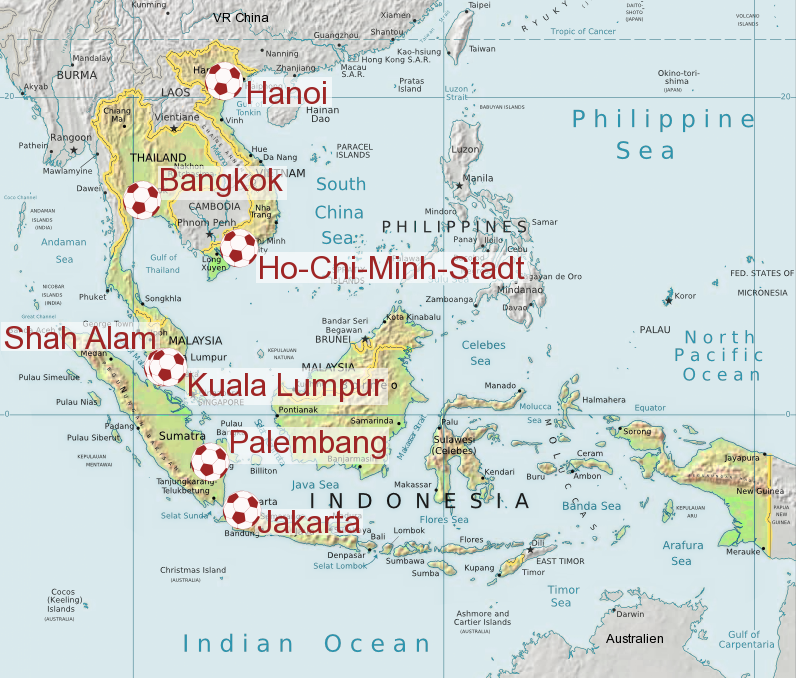
Gastgeberstaaten und Spielorte der Asienmeisterschaft 2007

#### Indonesien
- Im Gelora-Bung-Karno-Stadion in der Hauptstadt Jakarta wurden die Spiele der Gruppe D, ein Viertelfinalspiel sowie das Finale am 29. Juli 2007 ausgetragen. Bung Karno wurde zwischen 1958 und 1962 mit sowjetischer Hilfe erbaut und gehörte mit einer Gesamtkapazität von über 127.000 Plätzen zu den größten Stadien der Welt. Nach den Umbauten für den AFC Asian Cup 2007 sank die Kapazität auf 87.000 Sitzplätze.
- Die in der Provinz Sumatra Selatan gelegene indonesische Stadt Palembang war Austragungsort eines Vorrundenspiels sowie des Spieles um Platz drei. Im Gelora-Sriwijaya-Stadion können bis zu 40.000 Menschen die Spiele verfolgen.

#### Malaysia
- Das anlässlich der Commonwealth Games 1998 zwischen 1994 und 1997 im Kuala Lumpurer Stadtteil Bukit Jalil erbaute Nationalstadion Bukit Jalil war Spielort der Gruppe C sowie je eines Viertel- und Halbfinalspiels. Mit einer Gesamtkapazität von 100.000 Zuschauern war es das größte Stadion während der Asienmeisterschaft.
- Im Vorort Shah Alam der malaysischen Hauptstadt Kuala Lumpur wurde im Shah-Alam-Stadion eine Begegnung der Gruppe B ausgetragen. In diesem 1991 erbauten Stadion konnten bis zu 69.000 Zuschauer die Partie zwischen China und Usbekistan verfolgen.

#### Thailand
- Die Stadien in Thailand befanden sich beide in der Hauptstadt Bangkok. Im 1998 erbauten Rajamangala-Nationalstadion wurde die Asienmeisterschaft am 7. Juli 2007 eröffnet, weiterhin war das Stadion Spielstätte der Gruppe A sowie eines der Viertelfinalspiele. Das Stadion befindet sich im Stadtteil Bang Kapi und hat eine Gesamtkapazität von 65.000 Zuschauern. Zudem wurde das Vorrundenspiel Irak gegen Oman im 1935 erbauten Bangkoker Suphachalasai-Stadion ausgetragen, das 30.000 Zuschauer fasst.

#### Vietnam
- Die Spiele wurden im Mỹ-Đình-Nationalstadion von Hanoi ausgetragen. Dieses Stadion wurde im Jahre 2003 fertig gestellt und hat eine Kapazität von 40.000 Zuschauern. Die Baukosten beliefen sich auf 53 Millionen US-Dollar. Hanoi war Gastgeber der Gruppe B, außerdem wurden ein Viertelfinal- und ein Halbfinalspiel in der vietnamesischen Hauptstadt ausgetragen.
- Das 25.000 Menschen fassende Quân khu 7 Stadium in der Metropole Ho-Chi-Minh-Stadt im vietnamesischen Süden war Austragungsort des Vorrundenspiels Katar – Vereinigte Arabische Emirate.

### Probleme mit den Austragungsorten
Im Juni 2005 drohte die AFC Thailand mit dem Entzug der Spiele, falls die Anlagen nicht wie vereinbart verbessert würden; als Ersatz war Singapur im Gespräch. Am 12. August wurde Thailand jedoch durch die AFC als Co-Gastgeber bestätigt. Am 19. Oktober 2006 setzte der asiatische Fußballverband Thailand erneut ein Ultimatum von 90 Tagen, um die Sportanlagen zu verbessern. Auch die anderen Gastgeber wurden wegen des Zustandes der sportlichen Anlagen von der AFC kritisiert.
Im Februar 2007 erklärte das Organisationskomitee der Asienmeisterschaft allerdings, dass die vier Gastgeberländer bereits erhebliche Fortschritte gemacht haben. Nach einer Besichtigung der Spielstätten in Thailand gab der Asiatische Verband am 21. März 2007 endgültig grünes Licht für die Austragung der Asienmeisterschaft in Thailand.
Aufgrund finanzieller und logistischer Probleme, die bei der Endrunde entstanden, erklärte der AFC-Präsident Mohamed bin Hammam, dass die Entscheidung, das Turnier in vier Ländern auszutragen, im Nachhinein ein Fehler war und dass er dies nicht wiederholen würde, wenn er die Wahl hätte.

## Modus
Der Wettbewerb bestand aus einer im Meisterschaftsmodus mit Hin- und Rückspielen stattfindenden Qualifikationsrunde sowie der in einer Gruppenphase und den Finalspielen ausgetragenen Endrunde.
Bei der Endrunde bildeten die sechzehn Teilnehmer vier Vorrundengruppen (A bis D) mit je vier Mannschaften, von denen sich jeweils die ersten beiden für das Viertelfinale qualifizierten. In der Gruppenphase spielte jede Mannschaft gegen jede andere Mannschaft ihrer Gruppe nach dem Meisterschaftsmodus, wobei für einen Sieg drei und für ein Unentschieden ein Punkt vergeben wurde. Bei Punktgleichheit zweier Mannschaften entschied in der folgenden Reihenfolge über den Tabellenplatz und das Weiterkommen: die direkten Begegnungen der betreffenden Mannschaften (größere Anzahl der Punkte, Torverhältnis, erzielte Tore), die Tordifferenz und größere Anzahl erzielter Tore aus allen Gruppenspielen und letztendlich das Los.
Ab dem Viertelfinale wurde das Turnier über Halbfinale und Finale im K.-o.-System fortgesetzt, wobei sich der Sieger eines Spiels für die nächste Runde qualifizierte. Endete ein Spiel nach Ablauf der regulären Spielzeit unentschieden, wurde es um zwei Mal 15 Minuten verlängert. War auch nach der Verlängerung keine Entscheidung gefallen, wurde der Sieger der Begegnung im Elfmeterschießen ermittelt. Der Asienmeister qualifizierte sich zudem für den im Jahr 2009 stattfindenden Konföderationen-Pokal in Südafrika.

## Teilnehmer

### Qualifikationsspiele

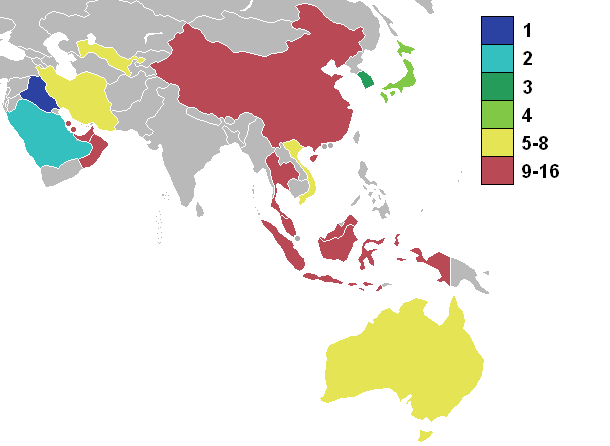
Platzierungen der Teilnehmer

Für die Teilnahme an der Asienmeisterschaft 2007 waren lediglich 29 der 46 Mitgliedsverbände der AFC zugelassen. Mannschaften, die nach der so genannten Vision Asia als nicht entwickelte Länder eingestuft wurden, spielten im AFC Challenge Cup.
Für die Endrunde der Asienmeisterschaft konnten sich neben den vier automatisch zur Teilnahme berechtigten Gastgebern 12 weitere Mannschaften qualifizieren. Die Qualifikation verlief über zwei Runden; so zogen die 23 nach der FIFA-Weltrangliste vom Oktober 2005 am besten platzierten Mannschaften in die Qualifikationsrunde ein, während die beiden am schlechtesten platzierten Mannschaften (Pakistan und Bangladesch) eine Vorqualifikation im Dezember 2005 bestreiten mussten. Der Sieger der Vorqualifikation spielte zusammen mit den 23 gesetzten Mannschaften in der Qualifikation.
Die Auslosung der Gruppenphase der Qualifikation fand am 4. Januar 2006 in Kuala Lumpur statt. Die 24 teilnehmenden Mannschaften wurden in 6 Gruppen zu je vier Mannschaften gelost. In Hin- und Rückspielen wurden die 12 Teilnehmer ermittelt, wobei sich die zwei ersten jeder Gruppe qualifizieren. Die Qualifikationsrunde begann am 22. Februar 2006 und endete am 15. November desselben Jahres. Es fanden insgesamt 69 Qualifikationsspiele statt.

### Auslosung der Endrunde
Die Auslosung der Endrunde fand am 19. Dezember 2006 um 20 Uhr im KLCC Convention Center in Kuala Lumpur statt.
Für die Auslosung wurden die qualifizierten Mannschaften in vier Töpfe aufgeteilt. Zu deren Einteilung diente die FIFA-Weltrangliste vom Oktober 2006. Im ersten Topf befanden sich die vier Gastgeber. Die übrigen qualifizierten Mannschaften wurden den Töpfen gemäß ihrer Platzierung in der FIFA-Liste zugeteilt, wobei die vier am besten platzierten Mannschaften in den vierten, die darauffolgenden Mannschaften in den dritten bzw. zweiten Topf eingeteilt wurden. Saudi-Arabien wurde explizit nicht in die Thailand-Gruppe gelost, da beide Länder seit 1989 keine diplomatischen Beziehungen zueinander unterhalten.
- Lostopf 1: Thailand, Vietnam, Malaysia und Indonesien
- Lostopf 2: China, Irak, Vereinigte Arabische Emirate und Bahrain
- Lostopf 3: Katar, Usbekistan, Saudi-Arabien und Oman
- Lostopf 4: Australien, Iran, Japan und Südkorea

Die Auslosung ergab folgende Gruppeneinteilung:
| Gruppe A   | Gruppe B | Gruppe C   | Gruppe D      |
| ---------- | -------- | ---------- | ------------- |
| Thailand   | Vietnam  | Malaysia   | Indonesien    |
| Irak       | VAE      | China      | Bahrain       |
| Oman       | Katar    | Usbekistan | Saudi-Arabien |
| Australien | Japan    | Iran       | Südkorea      |

## Vorrunde

### Gruppe A
| Pl. | Land       | Sp. | S | U | N | Tore    | Diff. | Punkte |
| --- | ---------- | --- | - | - | - | ------- | ----- | ------ |
| 1.  | Irak       | 3   | 1 | 2 | 0 | 004:200 | +2    | 05     |
| 2.  | Australien | 3   | 1 | 1 | 1 | 006:400 | +2    | 04     |
| 3.  | Thailand   | 3   | 1 | 1 | 1 | 003:500 | −2    | 04     |
| 4.  | Oman       | 3   | 0 | 2 | 1 | 001:300 | −2    | 02     |

|                                                                |   |            |           |
| 7. Juli 2007 um 19:35 Uhr Ortszeit (14:35 Uhr MESZ) in Bangkok |   |            |           |
| Thailand                                                       | – | Irak       | 1:1 (1:1) |
| 8. Juli 2007 um 17:20 Uhr (12:20 Uhr) in Bangkok               |   |            |           |
| Australien                                                     | – | Oman       | 1:1 (0:1) |
| 12. Juli 2007 um 17:20 Uhr (12:20 Uhr) in Bangkok              |   |            |           |
| Oman                                                           | – | Thailand   | 0:2 (0:0) |
| 13. Juli 2007 um 17:20 Uhr (12:20 Uhr) in Bangkok              |   |            |           |
| Irak                                                           | – | Australien | 3:1 (1:0) |
| 16. Juli 2007 um 19:35 Uhr (14:35 Uhr) in Bangkok              |   |            |           |
| Thailand                                                       | – | Australien | 0:4 (0:1) |
| 16. Juli 2007 um 19:35 Uhr (14:35 Uhr) in Bangkok              |   |            |           |
| Oman                                                           | – | Irak       | 0:0       |

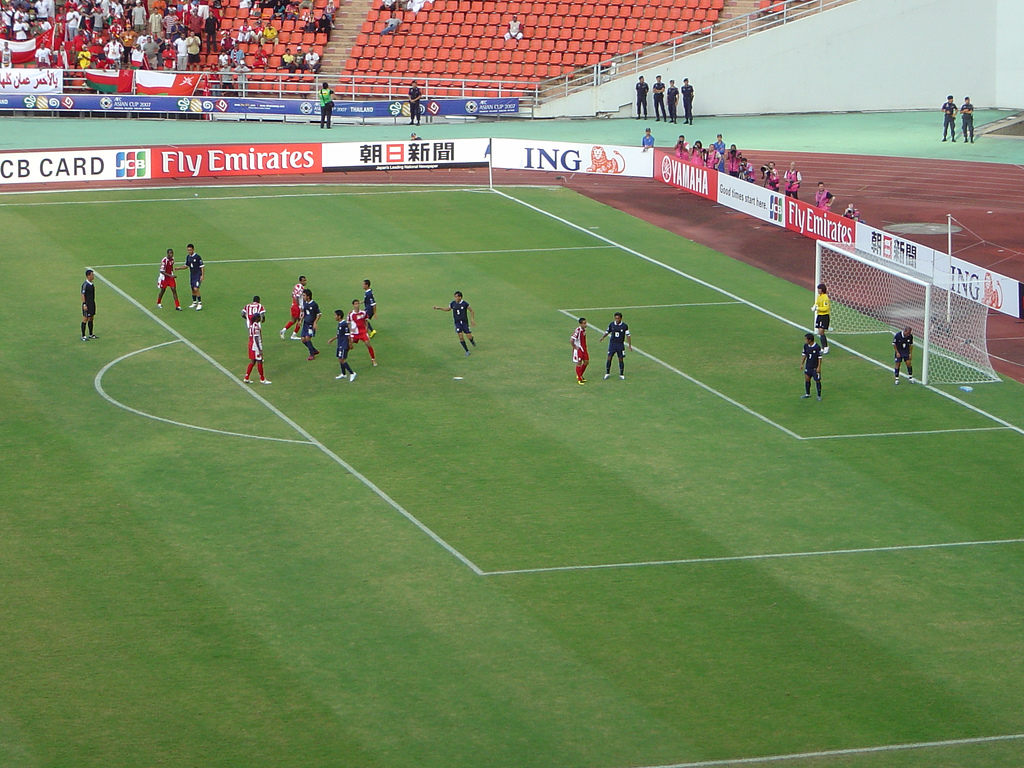
Gruppenspiel Thailand vs Oman

Sieger der Gruppe A wurde die Mannschaft aus dem Irak. Die vom Brasilianer Jorvan Vieira betreute Auswahl geriet im ersten Spiel zunächst schnell in Rückstand, konnte aber noch zum Ausgleichstreffer kommen und sich somit einen Punkt gegen die Gastgebermannschaft aus Thailand sichern. Ihre besten Leistungen erbrachten die Iraker dann allerdings in der zweiten Partie gegen Australien, hierbei wurden die favorisierten Australier durch eine starke Leistung mit 3:1 geschlagen. Durch den Sieg stand die Mannschaft auf dem ersten Platz der Tabelle, mit dem torlosen Unentschieden gegen den Oman wurde der Irak zum ersten Mal in seiner Geschichte Tabellensieger bei der Asienmeisterschaft.
Die Auswahl Australiens wurde vor dem Start des Turniers als einer der großen Favoriten für den Titelgewinn gehandelt, diesen Erwartungen konnte der WM-Achtelfinalist allerdings nicht erfüllen. Im ersten Spiel gegen den Oman taten sich die Australier schwer. In der Nachspielzeit erzielte Tim Cahill den Ausgleichstreffer für Australien. Nach der 1:3-Niederlage gegen die irakische Mannschaft musste Australien dann um das Weiterkommen zittern, erst der Sieg über Thailand sicherte der Mannschaft von Graham Arnold den Einzug ins Viertelfinale.
Gastgeber Thailand startete mit einem Unentschieden gegen, ehe mit dem Sieg über den Oman der erste Sieg bei einer Asienmeisterschaftsendrunde gelang. Mit vier Punkten aus zwei Spiele benötigten die Thais lediglich ein Unentschieden gegen die Australier, die 0:4-Niederlage gegen diese sorgte allerdings für das Ausscheiden des Co-Gastgebers.
Der Oman war vor dem Beginn des Turniers als ein Geheimtipp angesehen worden, diesem Ruf konnte die Omanis zunächst gegen Australien bestätigen. In diesem Spiel lag die von Gabriel Calderón trainierte Mannschaft bis zur 92. Minute in Führung. Nach dem Punktgewinn gegen die Australier verloren die Omanis allerdings gegen Gastgeber Thailand. Im letzten Spiel gegen den Irak musste der Oman gewinnen, um eine Chance auf das Weiterkommen zu wahren, es wurde allerdings nur ein torloses Unentschieden erreicht, was in der Endabrechnung nun den letzten Tabellenplatz bedeutete. Mit nur einem einzigen erzielten Treffer wies der Oman zusammen mit Malaysia den schwächsten Sturm der Asienmeisterschaft auf.

### Gruppe B
| Pl. | Land                         | Sp. | S | U | N | Tore    | Diff. | Punkte |
| --- | ---------------------------- | --- | - | - | - | ------- | ----- | ------ |
| 1.  | Japan                        | 3   | 2 | 1 | 0 | 008:300 | +5    | 07     |
| 2.  | Vietnam                      | 3   | 1 | 1 | 1 | 004:500 | −1    | 04     |
| 3.  | Vereinigte Arabische Emirate | 3   | 1 | 0 | 2 | 003:600 | −3    | 03     |
| 4.  | Katar                        | 3   | 0 | 2 | 1 | 003:400 | −1    | 02     |

|                                                             |   |         |           |
| 8. Juli 2007 um 19:35 Uhr (14:35 Uhr) in Hanoi              |   |         |           |
| Vietnam                                                     | – | VAE     | 2:0 (0:0) |
| 9. Juli 2007 um 17:20 Uhr (12:20 Uhr) in Hanoi              |   |         |           |
| Japan                                                       | – | Katar   | 1:1 (0:0) |
| 12. Juli 2007 um 19:35 Uhr (14:35 Uhr) in Hanoi             |   |         |           |
| Katar                                                       | – | Vietnam | 1:1 (0:1) |
| 13. Juli 2007 um 20:35 Uhr (15:35 Uhr) in Hanoi             |   |         |           |
| VAE                                                         | – | Japan   | 1:3 (0:3) |
| 16. Juli 2007 um 17:20 Uhr (12:20 Uhr) in Hanoi             |   |         |           |
| Vietnam                                                     | – | Japan   | 1:4 (1:2) |
| 16. Juli 2007 um 17:20 Uhr (12:20 Uhr) in Ho-Chi-Minh-Stadt |   |         |           |
| Katar                                                       | – | VAE     | 1:2 (1:0) |

Titelverteidiger Japan in der mit Takahara und Nakamura lediglich zwei Europa-Legionäre im Kader aufwies, konnte seine Leistungen während der Vorrunde steigern. Zunächst startete die Mannschaft mit einem schwachen Unentschieden gegen Katar, die überzeugenden Siege über die VAE und Vietnam sorgten allerdings dafür, dass Japan die Vorrunde als Gruppensieger überstand.
Überraschend gelang auch der Mannschaft aus Vietnam der Einzug in die K.-o.-Runde. Unterstützt von dem heimischen Publikum gelang es der Mannschaft zunächst mit 2:0 gegen die VAE zu gewinnen und damit den ersten Sieg eines Gastgeberlandes zu feiern. Im zweiten Spiel holten die Vietnamesen dann einen Punkt gegen Katar, welches trotz der deutlichen Niederlage gegen die Japaner zum Weiterkommen reichen sollte.
Die Vereinigten Arabischen Emirate konnten erneut nicht überzeugen und schieden nach Niederlagen in den ersten beiden Spielen als erste Mannschaft in der Vorrunde aus. Im letzten und bedeutungslosen Spiel gegen Katar wurde aber immerhin der erste Asienmeisterschaftssieg seit 1996 errungen.
Der Katar hatte nach den ersten beiden Gruppenspielen beste Aussichten auf das Erreichen des Viertelfinals. Im letzten Spiel gegen die bereits ausgeschiedenen Emirate musste die Mannschaft gewinnen um die Runde der letzten Acht zu erreichen, die Katarer verspielten allerdings ihre zwischenzeitliche Führung und verloren am Ende mit 1:2. Das Ausscheiden Katars, das seit 1988 kein Spiel während der Endrunde gewinnen konnten, beendete auch die dreijährige Amtszeit von Džemaludin Mušović.

### Gruppe C
| Pl. | Land       | Sp. | S | U | N | Tore    | Diff. | Punkte |
| --- | ---------- | --- | - | - | - | ------- | ----- | ------ |
| 1.  | Iran       | 3   | 2 | 1 | 0 | 006:300 | +3    | 07     |
| 2.  | Usbekistan | 3   | 2 | 0 | 1 | 009:200 | +7    | 06     |
| 3.  | China      | 3   | 1 | 1 | 1 | 007:600 | +1    | 04     |
| 4.  | Malaysia   | 3   | 0 | 0 | 3 | 001:120 | −11   | 0      |

|                                                        |   |            |           |
| 10. Juli 2007 um 20:35 Uhr (14:35 Uhr) in Kuala Lumpur |   |            |           |
| Malaysia                                               | – | China      | 1:5 (0:2) |
| 11. Juli 2007 um 18:20 Uhr (12:20 Uhr) in Kuala Lumpur |   |            |           |
| Iran                                                   | – | Usbekistan | 2:1 (0:1) |
| 14. Juli 2007 um 18:20 Uhr (12:20 Uhr) in Kuala Lumpur |   |            |           |
| Usbekistan                                             | – | Malaysia   | 5:0 (3:0) |
| 15. Juli 2007 um 18:20 Uhr (12:20 Uhr) in Kuala Lumpur |   |            |           |
| China                                                  | – | Iran       | 2:2 (2:1) |
| 18. Juli 2007 um 20:35 Uhr (14:35 Uhr) in Kuala Lumpur |   |            |           |
| Malaysia                                               | – | Iran       | 0:2 (0:1) |
| 18. Juli 2007 um 20:35 Uhr (14:35 Uhr) in Shah Alam    |   |            |           |
| Usbekistan                                             | – | China      | 3:0 (0:0) |

Der iranischen Mannschaft gelang es erwartungsgemäß den ersten Gruppenplatz zu belegen, wirklich überzeugen konnten die Iraner allerdings nicht. So musste die Mannschaft in den ersten beiden Gruppenspielen jeweils einen Rückstand aufholen und im letzten Gruppenspiel gegen die schwachen Malaysier konnte lediglich zwei Treffer erzielt werden.
Usbekistan zeigte in der Vorrunde eine starke Leistung und gewann nach der knappen Niederlage gegen den Iran die restlichen Gruppenspiele überzeugend. Mit neun erzielten Treffern konnten die Zentralasiaten den besten Angriff nach der Vorrunde aufweisen.
Die Mannschaft Chinas zeigte in den ersten beiden Partien eine zunächst zufriedenstellende Leistung. Nach dem Sieg über Malaysia verspielten die Chinesen eine zwischenzeitliche 2:0-Führung gegen den Iran und damit auch die Chance auf die vorzeitige Qualifikation für das Viertelfinale. Im letzten Spiel benötigten die Chinesen nur ein Unentschieden, durch die deutliche Niederlage gegen die Usbeken schieden die amtierenden Vizemeister erstmals seit 1980 in der Vorrunde aus.
Malaysia konnte in dieser Gruppe nicht mithalten. Am Ende belegten die Co-Gastgeber mit 0 Punkten und nur einem erzielten Treffer den letzten Platz und schieden als schlechteste Mannschaft in der Vorrunde aus. Zudem war Malaysia der erste Gastgeber einer Asienmeisterschaft, der alle Spiele verlor.

### Gruppe D
| Pl. | Land          | Sp. | S | U | N | Tore    | Diff. | Punkte |
| --- | ------------- | --- | - | - | - | ------- | ----- | ------ |
| 1.  | Saudi-Arabien | 3   | 2 | 1 | 0 | 007:200 | +5    | 07     |
| 2.  | Südkorea      | 3   | 1 | 1 | 1 | 003:300 | ±0    | 04     |
| 3.  | Indonesien    | 3   | 1 | 0 | 2 | 003:400 | −1    | 03     |
| 4.  | Bahrain       | 3   | 1 | 0 | 2 | 003:700 | −4    | 03     |

|                                                     |   |               |           |
| 10. Juli 2007 um 17:20 Uhr (12:20 Uhr) in Jakarta   |   |               |           |
| Indonesien                                          | – | Bahrain       | 2:1 (1:1) |
| 11. Juli 2007 um 19:35 Uhr (14:35 Uhr) in Jakarta   |   |               |           |
| Südkorea                                            | – | Saudi-Arabien | 1:1 (0:0) |
| 14. Juli 2007 um 19:35 Uhr (14:35 Uhr) in Jakarta   |   |               |           |
| Saudi-Arabien                                       | – | Indonesien    | 2:1 (1:1) |
| 15. Juli 2007 um 19:35 Uhr (14:35 Uhr) in Jakarta   |   |               |           |
| Bahrain                                             | – | Südkorea      | 2:1 (1:1) |
| 18. Juli 2007 um 17:20 Uhr (12:20 Uhr) in Jakarta   |   |               |           |
| Indonesien                                          | – | Südkorea      | 0:1 (0:1) |
| 18. Juli 2007 um 17:20 Uhr (12:20 Uhr) in Palembang |   |               |           |
| Saudi-Arabien                                       | – | Bahrain       | 4:0 (2:0) |

Gruppensieger der Gruppen D wurde Saudi-Arabien. Die Mannschaft erreichte zunächst ein 1:1 gegen Südkorea, ehe sie den Gastgeber durch einen Last-Minute-Treffer besiegte. Mit dem starken 4:0 über Bahrain wurde dann er erste Gruppenplatz geholt.
Südkorea zeigte in der Vorrunde eine schwache Leistung und verlor überraschend gegen Bahrain, erst der knappe Sieg über Indonesien und der gleichzeitige Sieg der Saudis sicherten den Einzug in die Finalrunden.
Gastgeber Indonesien zeigte in allen drei Gruppenspielen eine starke Leistung, so wurde der Vierte von 2004 Bahrain besiegt. Gegen die Mannschaften aus Saudi-Arabien und Südkorea verlor man anschließend jeweils knapp mit 2:1 und 1:0.
Bahrain konnte nicht mehr an den Erfolg von 2004 anknüpfen, zwar gewann man überraschend gegen die Koreaner, die deutliche Niederlage gegen Saudi-Arabien sorgte allerdings dafür, dass man Letzter wurde.

## Finalrunde
Im Viertel- und Halbfinale, im Spiel um Platz drei und im Finale wurde im K.-o.-System gespielt. Stand es bei den Spielen der Finalrunde nach der regulären Spielzeit von 90 Minuten unentschieden, kam es zur Verlängerung von zweimal 15 Minuten und eventuell (falls immer noch kein Sieger feststand) zum Elfmeterschießen.
|  | Viertelfinale                        | Viertelfinale                        |                                      |                                      | Halbfinale                           | Halbfinale |  |  | Finale                               | Finale                               |
|  |                                      |                                      |                                      |                                      |                                      |            |  |  |                                      |                                      |
|  | 21. Juli 2007, 20:20 Uhr (15:20 Uhr) |                                      |                                      |                                      |                                      |            |  |  |                                      |                                      |
|  | Irak                                 | 2                                    |                                      |                                      |                                      |            |  |  |                                      |                                      |
|  | Irak                                 | 2                                    | 25. Juli 2007, 18:20 Uhr (12:20 Uhr) |                                      |                                      |            |  |  |                                      |                                      |
|  | Vietnam                              | 0                                    |                                      |                                      |                                      |            |  |  |                                      |                                      |
|  | Vietnam                              | 0                                    | Irak                                 | 4 (0)                                |                                      |            |  |  |                                      |                                      |
|  |                                      |                                      | Irak                                 | 4 (0)                                |                                      |            |  |  |                                      |                                      |
|  |                                      | Südkorea                             | 3 (0)                                |                                      |                                      |            |  |  |                                      |                                      |
|  | Iran                                 | Südkorea                             | 3 (0)                                | 2 (0)                                |                                      |            |  |  |                                      |                                      |
|  | Iran                                 |                                      |                                      | 2 (0)                                |                                      |            |  |  |                                      |                                      |
|  | Südkorea                             | 4 (0)                                |                                      | 29. Juli 2007, 19:35 Uhr (14:35 Uhr) | 29. Juli 2007, 19:35 Uhr (14:35 Uhr) |            |  |  |                                      |                                      |
|  | 22. Juli 2007, 18:20 Uhr (12:20 Uhr) | 22. Juli 2007, 18:20 Uhr (12:20 Uhr) | Irak                                 | 1                                    |                                      |            |  |  |                                      |                                      |
|  | 21. Juli 2007, 17:20 Uhr (12:20 Uhr) | 21. Juli 2007, 17:20 Uhr (12:20 Uhr) |                                      | Saudi-Arabien                        | 0                                    |            |  |  |                                      |                                      |
|  | Japan                                | 4 (1)                                |                                      |                                      |                                      |            |  |  |                                      |                                      |
|  | Australien                           | 3 (1)                                |                                      |                                      |                                      |            |  |  |                                      |                                      |
|  | Australien                           | 3 (1)                                | Japan                                | 2                                    |                                      |            |  |  |                                      |                                      |
|  |                                      |                                      | Japan                                | 2                                    | Spiel um Platz 3                     |            |  |  |                                      |                                      |
|  |                                      | Saudi-Arabien                        | 3                                    |                                      |                                      |            |  |  |                                      |                                      |
|  | Saudi-Arabien                        | Saudi-Arabien                        | 3                                    | 2                                    | Südkorea                             | 6 (0)      |  |  |                                      |                                      |
|  | Saudi-Arabien                        | 25. Juli 2007, 20:20 Uhr (15:20 Uhr) |                                      | 2                                    | Südkorea                             | 6 (0)      |  |  |                                      |                                      |
|  | Usbekistan                           | 1                                    |                                      | Japan                                | 5 (0)                                |            |  |  |                                      |                                      |
|  | Usbekistan                           | 1                                    |                                      |                                      | 5 (0)                                |            |  |  |                                      |                                      |
|  | 22. Juli 2007, 20:20 Uhr (15:20 Uhr) | 22. Juli 2007, 20:20 Uhr (15:20 Uhr) |                                      |                                      |                                      |            |  |  | 28. Juli 2007, 19:35 Uhr (14:35 Uhr) | 28. Juli 2007, 19:35 Uhr (14:35 Uhr) |

### Viertelfinale
In der Partie der Überraschungsmannschaften konnte der Irak die Oberhand gegen Vietnam behalten und erstmals seit 31 Jahren den Halbfinal-Einzug feiern. Die Mannschaft ging mit dem schnellsten Treffer des Turniers bereits nach 78 Sekunden in Führung, Torschütze war der Kapitän Yunis Mahmud. Mahmud selbst war es auch, der die Entscheidung nach einem Freistoß brachte.
In Hanoi kam es zu einem erneuten Aufeinandertreffen Japans und Australiens, bereits bei der WM ein Jahr zuvor hatten sich beiden Mannschaft in der Vorrunde getroffen und damals siegte die letztere Mannschaft mit 3:1. Diese Partie verlief jedoch ausgeglichener. Nach 120 Minuten hatte es durch die Treffer von Aloisi und Takahara 1:1 gestanden, weshalb das Elfmeterschießen über den Sieger entscheiden musste, wo der japanische Keeper Kawaguchi zwei Strafstöße parieren und den Einzug seiner Mannschaft ins Halbfinale sichern konnte.
Der Iran und Südkorea trafen sich nach 1996, 2000 und 2004 zum vierten Mal im Viertelfinale aufeinander. Nachdem die Partie torlos geendet hatte, mussten beide die Entscheidung im Elfmeterschießen suchen; dort konnte der Koreanische Keeper Lee Woon-jae die Strafstöße von Mahdavikia und Khatibi parieren. Südkorea siegte mit 4:2.
Saudi-Arabien ging gegen Usbekistan bereits nach 2 Minuten in Führung, bevor Ahmed Al-Mousa in der 75. Minute den entscheidenden Treffer erzielte. Pavel Solomons Anschlusstreffer konnte das Ausscheiden der Usbeken, die sich während des Spiels mehrere Großchancen erspielten und denen ein regelgerechter Treffer fälschlich aberkannt wurde, nicht verhindern.
|                                                        |   |            |                                 |
| 21. Juli 2007 um 17:20 Uhr (12:20 Uhr) in Hanoi        |   |            |                                 |
| Japan                                                  | – | Australien | 1:1 n. V. (1:1, 0:0), 4:3 i. E. |
| 21. Juli 2007 um 20:20 Uhr (15:20 Uhr) in Bangkok      |   |            |                                 |
| Irak                                                   | – | Vietnam    | 2:0 (1:0)                       |
| 22. Juli 2007 um 18:20 Uhr (12:20 Uhr) in Kuala Lumpur |   |            |                                 |
| Iran                                                   | – | Südkorea   | 0:0 n. V., 2:4 i. E.            |
| 22. Juli 2007 um 20:20 Uhr (15:20 Uhr) in Jakarta      |   |            |                                 |
| Saudi-Arabien                                          | – | Usbekistan | 2:1 (1:0)                       |

### Halbfinale
Der Irak war die erste Mannschaft, die sich für das Finale qualifizieren konnte. Die Mannschaft behauptete sich im Elfmeterschießen gegen die Südkoreaner. Für die Iraker war es der erste Finaleinzug ihrer Geschichte. Bei Feierlichkeiten im Irak kamen durch Bombenanschläge mindestens 50 Menschen um.
Das zweite Halbfinale zwischen Japan und Saudi-Arabien entwickelte sich zu einem der sportlich besten Spiele des Turniers. Zweimal konnte der amtierende Asienmeister die Führung der Saudis ausgleichen, Malik Maaths zweiter Treffer per Solo markierte jedoch den 3:2-Endstand für die Saudis, die sich damit ihre sechste Finalteilnahme bei der siebten Endrundenteilnahme sicherten.
|                                                        |   |               |                      |
| 25. Juli 2007 um 18:20 Uhr (12:20 Uhr) in Kuala Lumpur |   |               |                      |
| Irak                                                   | – | Südkorea      | 0:0 n. V., 4:3 i. E. |
| 25. Juli 2007 um 20:20 Uhr (15:20 Uhr) in Hanoi        |   |               |                      |
| Japan                                                  | – | Saudi-Arabien | 2:3 (1:1)            |

### Spiel um Platz drei
Südkorea gewann den zur Teilnahme an der Asienmeisterschaft 2011 berechtigenden dritten Platz im Elfmeterschießen gegen Japan. Wie bereits zuvor gegen den Iran und den Irak stand es nach 120 Minuten 0:0, wobei die Südkoreaner nach einem Platzverweis in der 58. Minute lange Zeit in Unterzahl spielen mussten. Im Elfmeterschießen verschoss Naotake Hanyu beim Stand von 6:5 für Südkorea den entscheidenden Elfmeter und sicherte den Koreanern den dritten Platz.
|                                                     |   |       |                      |
| 28. Juli 2007 um 19:35 Uhr (14:35 Uhr) in Palembang |   |       |                      |
| Südkorea                                            | – | Japan | 0:0 n. V., 6:5 i. E. |

### Finale
Der Irak war im Finale die stärkere Mannschaft und konnte sich mehrere Chancen erarbeiten; der Führungstreffer fiel aber erst in 71. Minute, als Kapitän Yunis Mahmud eine von Hawar Mulla Mohammed getretene Ecke zum 1:0 köpfte. Mit diesem Sieg wurde das Team der Iraq Football Association die siebte Mannschaft, welche den Asien-Pokal gewinnen konnte. Zugleich endete so die saudisch-japanische Dominanz des Turniers.
|                                                   |   |               |           |
| 29. Juli 2007 um 19:35 Uhr (14:35 Uhr) in Jakarta |   |               |           |
| Irak                                              | – | Saudi-Arabien | 1:0 (0:0) |

## Allgemeines
Die teilnehmenden Verbände erhielten je 40.000 US-Dollar Antrittsprämie. Der Irak als Asienmeister erhielt zudem weitere 50.000 Dollar Siegprämie vom asiatischen Verband.
Das Logo dieser Fußball-Asienmeisterschaft wurde am Tag der Auslosung der Qualifikationsgruppen am 4. Januar 2006 vorgestellt. Auf diesem ist ein Fußball mit vier verschiedenfarbigen Flächen – die jeweils einen der Gastgeber symbolisieren – abgebildet.
Der offizielle Song der Asienmeisterschaft 2007 hieß I Believe und wurde von der thailändischen Sängerin Tata Young gesungen.
Offizielle Sponsoren des Wettbewerbs waren Asahi, Samsung, Emirates, Epson, ING, JCB, Konica Minolta, Maxell, Toshiba und Yamaha. Partner des Turniers waren Family Mart, Hyundai, Makita, Nike Football und Nikon. Über die finanziellen Einnahmen machte der Asiatischen Verband keine Angaben.

### Fernsehrechte
Nachdem die vorherige Asienmeisterschaft bereits große Erfolge hatte verbuchen können, erwartete der Asiatische Verband für die Endrunde 2007 einen Zuschauerrekord von 400 Millionen Fernsehzuschauern weltweit.
Innerhalb Asiens wurde das Turnier in den meisten Ländern ausgestrahlt. Neben den regionalen Ausstrahlungsrechten, die von den einzelnen Kanälen erworben wurden, waren innerhalb Asiens alle Spiele auf ESPN zu sehen. In Nordamerika wurden die Partien von ART (in arabischer Sprache), IRIB (persisch) und SBS (koreanisch) ausgestrahlt. Bei der vorherigen Meisterschaft hatte Eurosport einige Spiele ausgestrahlt, bei der Asienmeisterschaft 2007 gab es allerdings keine Live-Berichterstattung in Europa.
Im Co-Gastgeberland Indonesien waren die beiden Vorrundenpartien gegen Saudi-Arabien und Südkorea mit 28,5 % bzw. 37,5 % Marktanteil die meistgesehenen Sendungen im indonesischen Fernsehen für das Jahr 2007.

### Tickets
Bereits vor dem offiziellen Start des Kartenverkaufs waren im Internet Fälschungen angeboten worden, vor denen der Asiatische Verband allerdings bereits im März 2007 warnte.
Mitte April gab die AFC dann bekannt, dass die Tickets für die Asienmeisterschaft ab dem 24. April 2007 zum Verkauf angeboten werden. Diese konnte zunächst auf der offiziellen Seite des Verbandes und dann bei den offiziellen Partneragenturen in den vier Gastgeberländern bestellt werden.
Die Preise lagen in Indonesien zwischen 15.000 und 500.000 Rupiah, in Thailand zwischen 150 und 800 Baht, in Malaysia zwischen 10 und 50 Ringgit und in Vietnam zwischen 50.000 und 180.000 Đồng.

### Offizieller Spielball
Zum ersten Mal in der Geschichte der Asienmeisterschaft wurde ein eigens entwickelter Ball für die Endrunde verwendet. Der von Nike entworfene Mercurial Veloci AC wurde am 15. Mai 2007 vorgestellt.

## Schiedsrichter
| Schiedsrichter: - Matthew Breeze - Mark Shield - Jasim Karim - Sun Baojie - Masoud Moradi - Yuichi Nishimura - Abdulrahman Mohammed Abdou - Saad Kamil al-Fadhli - Talaat Najm - Khalil al-Ghamdi - Eddy Maillet - Kwon Jong-chul - Lee Gi-young - Muhsen Basma - Satop Tongkhan - Ali al-Badwawi | Schiedsrichterassistenten: - Mohd Shahidul Islam - Liu Tiejun - Evarist Menkouande - Poon Ming Fai - Benjamin Silva - Reza Sokhandan - Mohammad Kadom Arab - Awni Hassouneh - Tōru Sagara - Yaser Ahmad Marad - Mustafa Taleb - Mohd Sabri bin Mat Daud - Win U Kyaw - Mohamed Saeed - Abdullah al-Amouri - Ibrahim Ali Mohammed - Célestin Ntagungira - Mohammed al-Ghamdi - Yew Mun Tang - Jeong Hae-sang - Hamdi al-Kadri - Begench Allaberdiyev - Viktor Serazitdinov - Saleh al-Marzouqi |

## Statistiken
- Bei der Endrunde wurde insgesamt 84 Tore erzielt, dies stellte verglichen mit China 2004, wo 96 Treffer fielen, einen Rückgang dar. Der Wert von durchschnittlich 2,65 Toren pro Spiel war der niedrigste Wert seit der Asienmeisterschaft 1992 in Japan.
- Auch die Anzahl der Zuschauer verringerte sich von über einer Million (2004) auf 724.222 (2007), lediglich die Heimspiele Vietnams und Indonesiens waren ausverkauft. Das Finale in Jakarta verfolgten lediglich 60.000 Zuschauer im Stadion (Auslastung von 60 %).
- Vier Spiele (Japan – Australien, Iran – Südkorea, Irak – Südkorea und Japan – Südkorea) wurden erst im Elfmeterschießen entschieden, damit wurde die Bestmarke von 2004 (drei Spiele) erneut übertroffen.
- Während des Turniers wurden fünf Spieler – die Australier Vince Grella und Lucas Neill, der Koreaner Kang Min-soo, der Katarer Hussein Yasser und der Emirati Bashir Saeed – vom Platz gestellt.
- Der Iraker Qusai Munir erhielt die meisten gelben Karten (3).

## Beste Torschützen
| Rang | Spieler           | Tore |
| ---- | ----------------- | ---- |
| 1    | Naohiro Takahara  | 4    |
|      | Yassir al-Qahtani | 4    |
|      | Yunis Mahmud      | 4    |
| 4    | Mark Viduka       | 3    |
|      | Sebastián Soria   | 3    |
|      | Maksim Shatskix   | 3    |

Hinzu kommen 12 Spieler mit je zwei und 37 Spieler mit je einem Tor sowie zwei Eigentore.